# Walt Szot
Walter Stanley Szot (* 30. März 1920 in Clifton, New Jersey; † 3. November 1981 in Passaic, New Jersey) war ein US-amerikanischer American-Football-Spieler. Er spielte als Defensive Tackle und Offensive Tackle in der National Football League (NFL) bei den Chicago Cardinals und den Pittsburgh Steelers.

## Spielerlaufbahn

### College
Walt Szot studierte nach seinem High-School-Abschluss an der Bucknell University und spielte College Football für deren unterklassige Footballmannschaft, die Bucknell Bisons, als Tackle sowohl in der Defense als auch in der Offense. In den Jahren 1942 und 1943 wurde er aufgrund seiner sportlichen Leistungen in die Auswahlmannschaft von Pennsylvania gewählt, zudem erfolgte im Jahr 1943 die Wahl zum All-American. Unmittelbar nach seinem Studium schloss sich Szot dem United States Marine Corps an und diente im Pazifikkrieg.

### NFL
Im Jahr 1944 wurde er von den Card-Pitt, der Spielgemeinschaft der Chicago Cardinals und der Pittsburgh Steelers, in der 18. Runde an 176. Stelle gedraftet. Walter Szot schloss sich aber erst im Jahr 1946 nach Beendigung seines Militärdienstes den Chicago Cardinals an und wurde von Head Coach Jimmy Conzelman überwiegend in der Defensive Line eingesetzt. Im Jahr 1947 konnte er mit seiner Mannschaft in das NFL-Meisterschaftsspiel einziehen. Gegner waren die von Greasy Neale betreuten Philadelphia Eagles, die sich mit 28:21 den Cardinals geschlagen geben mussten. 1948 konnte sich Szot mit den Cardinals erneut für das Endspiel qualifizieren. Diesmal verließen die Eagles mit einem 7:0-Sieg das Spielfeld. Nach diesem Endspiel wechselte Szot zu den Pittsburgh Steelers. Szot wurde nach der Saison 1949 von der Mannschaft suspendiert. Ihm wurde eine mangelhafte Einstellung vorgeworfen. Kurz vor der Saison 1950 bat er seine Karriere in Pittsburgh fortsetzen zu dürfen und wurde wieder in die Mannschaft aufgenommen. Szot beendete nach dieser Saison seine Laufbahn und schloss sich erneut dem United States Marine Corps an und diente danach im Koreakrieg.